# Noëlle Spieth
Noëlle Spieth (Paris, 10 octobre 1950) est une claveciniste française.

## Biographie
Elle étudie au Conservatoire de Paris (premiers prix de clavecin, musique de chambre et histoire de la musique), puis à Genève (prix de virtuosité). Elle suit également les classes de maître de Huguette Dreyfus, Kenneth Gilbert et Gustav Leonhardt. Après avoir remporté un Premier prix d'interprétation à Paris en 1977 (Concours International de Clavecin), elle se produit à travers l'Europe, les États-Unis, au Canada, au Brésil et en Colombie.
Elle enseigne au Conservatoire de Lille, puis assure une classe de clavecin au Conservatoire à rayonnement régional de Paris où son nom attire des élèves français et étrangers. Elle exerce également au Pôle Supérieur Paris Boulogne-Billancourt.
Spécialisée dans la musique ancienne, elle a néanmoins créé des pièces de compositeurs contemporains français tels que Denis Levaillant, Michèle Reverdy et Félix Ibarrondo.
Elle est membre de deux ensembles de musique ancienne : Nuove musiche et l'ensemble Variations pour la musique baroque.
Elle est l'épouse du violoncelliste David Simpson, avec qui elle réalise des enregistrements.
Parmi ses élèves figurent : Benoît Babel, Laurent Stewart, Etienne Baillot, Zdenka Ostadalova, Yoko Nakamura, Tomoko Nozawa, Takahisa Aida, Ayumi Nakagawa, Florian Carré, Chloé de Guillebon, Gaëll Lozac'h, Marco Crosetto, Guillaume Haldenwang.

## Discographie
Noëlle Spieth a enregistré pour Adès, les Disques du Solstice/FY records et Eloquentia.
Soliste
- Jean-Sébastien Bach, Toccatas BWV 910-916 (septembre 2011, Eloquentia) (OCLC 952330290)
- François Couperin, L'Œuvre de clavecin (1990-2003, 10CD Solstice SOCD 210/9)[2]
- Louis Couperin, L'Œuvre de clavecin - clavecins d'Émile Jobin, copies de deux instruments du XVIIe siècle (2×2CD 1993, Adès)[3] (OCLC 407026223)
- Jean-Philippe Rameau, L'Œuvre pour clavecin - clavecin Benoist Stehlin 1767 (collection Polignac) (décembre 1988, 2CD Solstice SOCD 957/58)[4] (OCLC 742954019) Choix de France-Musique, Choix de Diapason, Best available version de BBC Music Magazine
- Jean-Philippe Rameau, Pièces de clavecin de 1741 (Pièces de clavecin en concerts) - Clavecin Emile Jobin 1983, d'après Goujon 1749 (avril 2009, Eloquentia EL0920) (OCLC 952328392)
- Michèle Reverdy, Kaleidoscope pour clavecin (1990, Salabert Actuels SCD001) (OCLC 220961054)
- Antonio Soler, Sonates pour clavecin nos 1, 6, 10, 21, 24, 32, 47, 48, 58, 63, 74, 75 et 118 (25-28 février 1986, Solstice) (OCLC 921176357)
- Jan Pieterszoon Sweelinck, Œuvres pour clavier (1987, Solstice) (OCLC 827788659)
- Matthias Weckmann, Œuvres de clavecin (1992, Solstice) (OCLC 602710898)
- Félix Ibarrondo, Onyx pour clavecin et percussion, Christophe Brédeloup percussion BBK

En ensemble
- Jean-Féry Rebel, Le tombeau de Monsieur De Lully et autres sonates à III parties - Ens. Variations : Frédéric Martin et Odile Edouard (violons) ; Christine Plubeau (viole de gambe) ; Eric Bellocq (théorbe) ; Noëlle Spieth (clavecin) (décembre 1991/février 1992, Adda / Accord) (OCLC 30115734 et 234034177)* Jean-Baptiste Barrière, Sept sonates pour le violoncelle - David Simpson, Antoine Ladrette, Elena Andreyev (violoncelles) ; Noelle Spieth (clavecin) (2-5 mai 1990, Solstice) (OCLC 827787086)
- Francesco Geminiani, Sonates op. 5 pour violoncelle et continue - David Simpson (violoncelle) ; Noëlle Spieth (clavecin) ; Claire Giardelli (violoncelle continuo) (25/27-29 juin 1984, Solstice SOLCD 34)[5] (OCLC 30353514)
- Georg Friedrich Haendel, Six cantates profanes - Henri Ledroit (haute-contre) ; Ens. Nuove musiche : Noëlle Spieth (clavecin) ; David Simpson (violoncelle) (août 1983, FY) (OCLC 840331811)
- Benedetto Marcello, Canzone et Cantates - Henri Ledroit (haute-contre), Michele Ledroit (soprano), Noëlle Spieth (clavecin), David Simpson (violoncelle) (novembre 1982, Solstice FYCD 108) (OCLC 811644465)
- Alessandro Scarlatti, Clori e Mirtillo (cantate) ; Venere e Amore (serenata) - Henri Ledroit (haute-contre), Michele Ledroit (soprano) ; Ens. La Nuova Musica : Daniel Cuiller et Michèle Sauvé (violons) ; Philippe Suzanne (flûte) ; David Simpson (violoncelle) ; Noëlle Spieth (clavecin) ; Matthias Spaeter (luth) (6-9 novembre 1985, FY) (OCLC 840331813)
- L'art de la flûte baroque : Joseph Bodin de Boismortier, Jacques Hotteterre, Michel Blavet, Jean-Jacques Rippert - Roger Bernolin (flûte) ; Noëlle Spieth (clavecin) (1980, LP Arion ARN 36592) (OCLC 416756216)
- Les délices : musique française pour violes de gambe et flûte à bec de 1639 à 1715 : Henry Du Mont, Étienne Moulinié, Jacques Hotteterre, Marin Marais - Ariane Maurette, Caroline Howald, Anne-Catherine Lehmann (violes/flûtes à bec) ; Lisette Milleret (viole) ; Cécile Roumy (flûte à bec) ; Noëlle Spieth (clavecin) ; Christine Gabrielle Madar (théorbe) (1-4 août 1991, Nuova Era) (OCLC 30259532)
- Élisabeth Jacquet de La Guerre, 6 Sonates à un & deux violons avec viole ou violoncelle obligés, Ensemble Variations, Frédéric Martin, Odile Édouard, violons, Christine Plubeau, viole de gambe, David Simpson, violoncelle (sonate en Ré majeur), Éric Bellocq, théorbe & guitare,  Noëlle Spieth, clavecin & orgue, Accord 1996